# Estrada de Ferro Machadense
A Estrada de Ferro Machadense foi aberta em 1922, ligando a Estação da RSM de Gaspar Lopes, Distrito de Alfenas, à Machado. Foi incorporada pela Rede Mineira de Viação em 1938, se tornando ramal de Machado, sendo fechado em 28 de fevereiro de 1963.